# Kairana
Kairana ist eine Stadt im indischen Bundesstaat Uttar Pradesh.
Die Stadt ist Teil des 2017 gegründeten Distrikt Shamli. Davor gehörte sie zum Distrikt Muzaffarnagar. Kairana hat den Status eines Nagar Palika Parishad. Kairana liegt ca. 663 km von Uttar Pradeshs Hauptstadt Lucknow entfernt und ist Teil der National Capital Region. Die Stadt ist in 25 Wards gegliedert.
Bis 2016 sind über 250 Hindu-Familien aus der Stadt geflohen, nachdem sie von ansässigen Muslimen bedroht wurden.

## Demografie
Die Einwohnerzahl der Stadt liegt laut der Volkszählung von 2011 bei 89.000. Kairana hat ein Geschlechterverhältnis von 892 Frauen pro 1000 Männer und damit einen für Indien üblichen Männerüberschuss. Die Alphabetisierungsrate lag bei 47,2 % im Jahr 2011 und damit weit unter dem nationalen Durchschnitt. Knapp 81 % der Bevölkerung sind Muslime, ca. 18 % sind Hindus und ca. 1 % gehören einer anderen oder keiner Religion an. 16,3 % der Bevölkerung sind Kinder unter 6 Jahren.

## Söhne und Töchter der Stadt
- Abdul Karim Khan (1872–1937), klassischer Sänger